# Les Portes perdues
Les Portes perdues (titre original : Every Heart a Doorway) est un roman court de fantasy de l'écrivain américain Seanan McGuire, paru en 2016 puis traduit en français et publié en 2021. Il s'agit du premier roman de la série Les Enfants indociles.
Les Portes perdues a remporté le prix Hugo du meilleur roman court 2017, le prix Nebula du meilleur roman court 2016 ainsi que le prix Locus du meilleur roman court 2017.

## Éditions
- Every Heart a Doorway, Tor, 5 avril 2016, 173 p.  (ISBN 978-0-7653-8550-5)
- Les Portes perdues, Pygmalion, 1er septembre 2021, trad. Benjamin Kuntzer, 208 p.  (ISBN 978-2-08-151052-4)